# Стениця
Стениця (словен. Stenica) — поселення в общині Витанє, Савинський регіон, Словенія. 
Висота над рівнем моря: 629,8 м.